# James Salter
James Salter (Passaic (New Jersey), 10 juni 1925 – Sag Harbor in Suffolk County (New York), 19 juni 2015) was een Amerikaanse schrijver van romans en korte verhalen.
Salter was tien jaar lang piloot bij de United States Air Force, maar beëindigde zijn militaire loopbaan in 1957 na de succesvolle ontvangst van zijn eerste roman The Hunters (De jagers). Na een korte carrière als scenarioschrijver en filmregisseur kreeg Salter bekendheid als 'favoriete schrijver van andere schrijvers' toen zijn boek Solo Faces werd gepubliceerd. Pulitzerprijswinnaar Richard Ford, vriend en collega-auteur, schrijft in zijn voorwoord van Salters in 1975 gepubliceerde Light Years: "Onder fictielezers leeft de overtuiging dat niemand betere Amerikaanse zinnen schrijft dan James Salter".

## Biografie

### Militaire loopbaan
James Salter werd geboren als James Arnold Horowitz. Hij was de zoon van een welgestelde makelaar in New Jersey. Hij zat op een middelbare school in New York. Zijn vader Louis G. Horowitz ging in 1941 de militaire dienst in, onder de dreiging van Amerikaanse betrokkenheid bij de Tweede Wereldoorlog, en werkte zich op tot kolonel. Op zijn aandringen meldde Salter zich, op 15 juli 1942, bij de United States Military Academy in West Point (New York). Hij studeerde in 1945 af. 
Tijdens zijn eerste studiejaar kreeg hij een training als piloot. In mei 1945 maakte hij een vlucht om goed te leren navigeren, maar hij raakte de weg kwijt en zijn benzine was bijna op. Hij zag een spoorbaan aan voor de landingsbaan en verongelukte boven op een huis, overigens zonder daar verwondingen aan over te houden. Daarna volgde hij trainingen op meerdere types vliegtuigen en werd hij gestationeerd in het gebied van de Stille Oceaan. In 1947 kreeg hij promotie tot eerste luitenant. Vervolgens diende hij op het hoofdkwartier van het Strategic Air Command in Langley (Virginia) totdat hij zich in 1950 vrijwillig meldde voor de Koreaanse oorlog. Hij vloog meer dan 100 missies en kreeg onder meer een speciale onderscheiding voor het neerhalen van een Mikojan-Goerevitsj MiG-15.
Hij beëindigde zijn militaire loopbaan in 1961, toen zijn squadron werd opgeroepen voor actie ten tijde van de crisis in Berlijn. Met zijn gezin verhuisde hij terug naar New York en veranderde voor de wet zijn achternaam van Horowitz in Salter.

### Loopbaan als schrijver
Salter wijdde zich voortaan aan het schrijven, eerst van filmscenario's. Hij won in 1962 een prijs op het Filmfestival van Venetië voor zijn script voor een korte film over honkbal Team, Team, Team. Daarna schreef hij het scenario voor de speelfilm Downhill racer van Robert Redford.
Zijn eerste twee boeken, The hunters en The arm of flesh, lopen parallel met zijn tijd bij de luchtmacht. Zijn tijd in Europa leverde het materiaal voor A Sport and a Pastime (Sport en ander Tijdverdrijf) en Solo Faces.
A Sport and a Pastime, uit 1967, speelt zich af in het naoorlogse Frankrijk. Het is een liefdesgeschiedenis over een Amerikaanse student en een jong Frans meisje, verteld in flashbacks. De verteller blijft anoniem en geeft toe dat hij de student eigenlijk nauwelijks kent, maar dat het verhaal zijn eigen fantasie is over het verlangen naar zo’n meisje.
Light Years uit 1975 is zijn beroemdste boek. Deze titel heeft twee connotaties: enerzijds de tijd die zo snel vervliegt; anderszins zijn er bepaalde periodes in ons leven dat het licht meer op ons lijkt te schijnen dan op andere momenten. Probleem is dat we dat meestal pas door hebben als de zon weer achter de wolken is verdwenen. Om dit goed te beschrijven, moet je zowel geluk als de afbraak daarvan in woorden kunnen verbeelden.
Net als John Updike is Salter een waarnemer van de persoonlijke onrust van zijn personages, van de onverschilligheid van de grote stad en de monotonie van de stille buitenwijk. Hij beschrijft scènes uit een huwelijk – een vertelling over die meest banale tragedies van de gegoede burgerij: overspel, ontslag, kinderen die het ouderlijk huis ontglippen, een overlijden door kanker – het overkomt de hoofdpersonen allemaal en dat is het hele verhaal. Politiek, popcultuur en werk interesseren Salter allemaal niet. Het gaat hem om de heldhaftigheid in ons eigen, kleine bestaan. Om onverschrokken te zijn en een begerenswaardig leven te leiden en zo het gewone te overstijgen. Maar ook om het egoïsme van die zoektocht naar een plek in de zon.
Salter publiceerde in 1988 een verzameling korte verhalen, Dusk and Other Stories. Daarvoor kreeg hij de PEN/Faulkner Award. In 2000 werd hij gekozen in de American Academy of Arts and Letters.
In zijn autobiografie Burning the days (in 1997 in het Nederlands verschenen als Dwars door de dagen), kijkt Salter terug op een veelbewogen bestaan: eerst als cadet op de West Point Academie, daarna als officier bij de Amerikaanse luchtmacht en als gevechtspiloot tijdens de Koreaanse Oorlog. Ten slotte zijn ervaringen als emigrant in Europa en als filmscenarioschrijver. Al deze periodes beschrijft hij als episodes, die soms op een nare manier aflopen. Wat is er, vraagt hij zich af, in retrospectief over van de herinneringen aan de voorbije tijd en waarom doet, bijvoorbeeld, het denken aan dood van zijn dochter nog steeds pijn? Zoals hij schrijft in The Hunters: "Ze wisten niets van het verleden en dat sommige herinneringen heilig blijven."

Salter leek met schrijven te zijn gestopt, maar na 30 jaar, op 88-jarige leeftijd, verraste hij de (literaire) wereld met All what is (Alles wat is), in Nederland "een onverwachte literaire zomerhype". Van Salters roman werden in 2013 in Nederland meer dan dertigduizend vertaalde exemplaren verkocht.
Tegenover Nieuwsuur verklaarde hij dat hij al jaren met het idee voor de roman rondliep: "Maar schrijven is heel hard werken. Een boek schrijven is een uitputtingsslag. Je kunt niet zeggen: vandaag heb ik zin om te schrijven. Je moet er voortdurend mee bezig zijn."

## Stijl
Uit zijn werk spreken diepe verlangens: de begeerte om intieme relaties met veel vrouwen op te bouwen, maar vooral om mooi proza te schrijven. Woorden die het gewone leven overstijgen en de tand des tijds doorstaan. 
Salter zegt in zijn manier van schrijven beïnvloed te zijn door auteurs als André Gide en Thomas Wolfe: korte zinnen of zinsdelen, afwisselend geschreven in de eerste persoon enkelvoud of de derde persoon, en in het heden of de verleden tijd. Zijn dialogen beperken zich tot het duidelijk maken van wie er aan het woord is, voor de rest mag de lezer door toon en inhoud zijn eigen conclusies trekken.
"Salter maakt lezen tot een intens genoegen", zegt Susan Sontag, "dat komt in de eerste plaats door zijn schrijfwijze. Hij weeft elegante, beweeglijke zinnen aan elkaar, met alinea’s vol stilistisch machtsvertoon." Een ander belangrijk element uit zijn werk is de focus op actie: mannen die de (lichamelijke) uitdaging zoeken van de oorlog, het gevecht met de weerselementen en de bergen. Het verschil tussen succes en mislukking. Een macho schrijver wordt hij genoemd: de man vecht, beklimt bergen en vrijt. "Vrouwen" zijn belangrijk. Eerst om hun schoonheid, de belofte van seksueel genot. Later, wanneer ze ouder zijn, om met hen te praten en herinneringen op te halen.
Salter: "Het leven deelt zich en dat geeft littekens als de jaarringen van bomen. Hoe dicht opeen lijken de oudste littekens, door de tijd samengedrongen, zodat twintig jaren niet meer van elkaar te onderscheiden zijn." Het verlangen blijft, maar het vermogen om het te vervullen verdwijnt op den duur en het succes verbleekt. Zoals zijn (mislukte) carrière als filmscenarioschrijver. Hij bekent (in zijn memoires), hoe hij viel voor de glamour van Hollywood en de Cinecittà. Achteraf beschouwde hij het als een verlies van tijd en talent en hield hij er een spirituele kater aan over. Net zo als aan zijn liefde voor Franse vrouwen.
Aan het einde van zijn memoires vraagt een vrouw aan Salter: "Wat probeer je te bereiken?" Salter geeft het antwoord dat hij altijd geeft: "Onsterfelijkheid".

## Persoonlijk
Salter trouwde in 1951 met Ann Altemus (ze scheidden in 1975). Hun eerste kind, Allan, werd in 1955 geboren en kwam in 1980 bij een ongeluk om het leven. Nina kwam in 1957 ter wereld en in 1962 kreeg het echtpaar een tweeling, Claude en James. In 1976 trad Salter in het huwelijk met Kay Eldredge, die hem in 1985 een zoon schonk, Theo.